# Ambassis
Ambassis és un gènere de peixos pertanyent a la família dels ambàssids.

## Taxonomia
- Ambassis agassizii (Steindachner, 1867)[2]
- Ambassis agrammus (Günther, 1867)[3]
- Ambassis ambassis (Lacépède, 1802)[4]
- Ambassis buruensis (Bleeker, 1856)[5]
- Ambassis buton (Popta, 1918)[6]
- Ambassis dussumieri (Cuvier, 1828)[7]
- Ambassis elongatus (Castelnau, 1878)[8]
- Ambassis fontoynonti (Pellegrin, 1932)[9]
- Ambassis gymnocephalus (Lacépède, 1802)[10][11]
- Ambassis interrupta (Bleeker, 1852)[12]
- Ambassis jacksoniensis (Macleay, 1881)[13]
- Ambassis kopsii (Bleeker, 1858)[14]
- Ambassis macleayi (Castelnau, 1878)[8]
- Ambassis macracanthus (Bleeker, 1849)[15]
- Ambassis marianus (Günther, 1880)[16]
- Ambassis miops (Günther, 1872)[17]
- Ambassis muelleri (Klunzinger, 1880)[18]
- Ambassis nalua (Hamilton, 1822)[19]
- Ambassis natalensis (Gilchrist & Thompson, 1908)[20]
- Ambassis productus (Guichenot, 1866)
- Ambassis thermalis (Cuvier, 1829)[21]
- Ambassis urotaenia (Bleeker, 1852)[22]
- Ambassis vachellii (Richardson, 1846)[23][24][25][26][27][28][29]